# In This World (documentaire)
In This World is een Britse documentaire van Michael Winterbottom uit 2002. In de film wordt het verhaal verteld over twee Afghaanse jongens die vanuit een vluchtelingenkamp in Pakistan naar Londen proberen te komen.

## Aanleiding
Regisseur Winterbottom wilde achterhalen waarom vluchtelingen zo veel moeite doen om naar een land als Engeland te reizen. Aanleiding was het drama in 2000 met 58 Chinezen in een container die in de haven van Dover waren gestikt doordat de container luchtdicht was afgesloten.
Met de film wilde Winterbottom laten zien welke ontberingen en financiële offers immigranten doormaken om Europa te bereiken. Hij hoopte zo meer begrip te kweken voor de achtergrond van de immigranten en de redenen waarom ze hun eigen land hebben verlaten. Volgens Winterbottom is het onmogelijk om mensen te weerhouden om te vluchten omdat ze weten dat er elders meer vrijheid en kansen zijn.

## Verhaal
Winterbottom en scenarist Tony Grisoni reisden eerst af naar een vluchtelingenkamp in Pakistan en reisden in twee maanden via bekende vluchtroutes richting Engeland. Daarna keerden ze terug naar Pakistan om de film op te nemen. De 15-jarige Jamal Udin Torab en 22-jarige Enayatullah Jumadin - beiden woonachtig in een vluchtelingenkamp - werden als acteurs ingehuurd. Vervolgens werd de reis naar Europa opnieuw gemaakt. In vier maanden tijd werd gereisd via Iran en Turkije en vervolgens met een containerschip naar Triëst.

## Gevolgen
De Britse overheid verwachte dat de acteur Enayatullah Jumadin niet zou terugkeren naar Pakistan na afloop van de filmopnames. Hij bleek echter snel weer terug te reizen om bij zijn familie te zijn. De 15-jarige Jamal Udin Torab echter werd door zijn moeder aangespoord om het geld dat hij met de film had verdiend, te gebruiken om naar Engeland te vluchten. Hij gebruikte het tijdelijke visum van de film om naar Parijs te vliegen en vandaar met de Eurostar naar Londen te gaan. Daar werd hij door de immigratiedienst meegenomen naar een opvangcentrum.
De film won in Berlijn een Gouden Beer.